# William Gowland
William Gowland (1842 –1922) va ser un enginyer de mines anglès que va fer treball arqueològic a Stonehenge i al Japó.
Gowland va assistir als Royal College of Chemistry i el Royal School of Mines a South Kensington, especialitzant-se en la metal·lúrgia. El 1872, va ser reclutat pel govern Meiji del Japó com a conseller estranger d'enginyeria (o-yatoi gaikokujin).
El 1883, va ser premiat amb l'Ordre del Sol Naixent.
Va fer la primera ascensió coneguda a diversos pics dels Alps japonesos pels quals Gowland va encunyar aquest nom i que va ser publicat el 1888 per Basil Hall Chamberlain en la seva Japan Guide. Aquest nom va ser popularitzat per Walter Weston.
Com arqueòleg al Japó, Gowland va treballar científicament el període kofun i la regió Kinki.
Va ser membre de la Royal Society i molts dels obkectes que va portar del Japó estan actualment al Museu Britànic. Gowland també va col·leccionar pintures d'estil Nihonga.

## Algunes publicacions
- The Dolmens and other Antiquities of Korea, 1895
- The Art of Casting Bronze in Japan, 1896
- The Dolmens and Burial Mounds in Japan, 1897
- The Dolmens of Japan and their Builders, 1900
- The Burial Mounds and Dolmens of the Early Emperors of Japan, 1907
- The Art of Working Metals in Japan, 1910
- Metals in Antiquity, 1912
- The Metallurgy of Non-ferrous Metals, 1914
- Metal and Metal-Working in Old Japan, 1915
- Silver in Roman and Earlier Times, 1920